# Hans Christian Raffnsøe
Hans Christian Raffnsøe (* 21. Mai 1939 in Horsens) ist ein dänischer Richter.

## Leben
Hans Christian Raffnsøe ist der Sohn von Christian Michael Raffnsøe († 1954) und Anna Marie Kristoffersen († 2003). Er schloss 1957 die Schule ab und begann anschließend ein Jurastudium an der Universität Aarhus. Am 25. April 1963 heiratete er Helle Ahnfeldt-Mollerup (* 1943), Tochter des Pharmazeuten Preben Ahnfeldt-Mollerup († 1965) und der Provisorin Harda Schack Andersen († 2002). 1967 schloss er das Studium als cand.jur. ab und wurde Anwaltsbevollmächtigter. Nach einem Jahr wurde er Gerichtsbevollmächtigter in Hjørring. 1970 kam er nach Nuuk, wo er an Grønlands Landsret angestellt wurde. 1975 kehrte er von Grönland nach Dänemark zurück und wurde Gerichtsassessor in Esbjerg. Von 1978 bis 1979 war er kommissarischer Landesrichter am Østre Landsret. 1982 ließ er sich an der Universität Grenoble weiterbilden. Anschließend arbeitete er von 1982 bis 1987 als Richter in Ribe. Von 1987 bis 1997 war er grönländischer Landesrichter. Als solcher gehörte er von 1994 bis 1997 der Grönländischen Rechtswesenskommission an.